# بیل هیلی (بازیکن فوتبال)
بیل هیلی (انگلیسی: Bill Haley؛ ? – ?) بازیکن فوتبال اهل پادشاهی متحد بریتانیای کبیر و ایرلند بود.
از باشگاه‌هایی که در آن بازی کرده‌است می‌توان به باشگاه فوتبال فولام اشاره کرد.